# Zaklada Ubuntu
Zaklada Ubuntu (eng. Ubuntu Foundation) neprofitna je organizacija posvećena podržavanju sustava Ubuntu.
Zakladu su osnovali Mark Shuttleworth i tvrtka Canonical Ltd. 1. srpnja 2005., a osnivanje je oglasio Benjamin Mako Hill.
Mark Shuttleworth ponudio je novac za osnivanje u iznosu od 10 milijuna dolara. Trenutačno je zaklada neaktivna, a Mark Shuttleworh opisao ju je kao "sredstvo u slučaju nužde" ako bi se nešto dogodilo njemu ili kompaniji Canonical Ltd.
Jedan je cilj zaklade je osigurati da Ubuntu ostane podržan produljeni period vremena (3 godine za desktop računala i 5 godina za servere, krećući od verzije 6.06). Drugi ciljevi uključuju izdavanje novih inačica distribucije i održavanje distribucije slobodnom i potpuno besplatnom.